# 敦煌雅丹国家地质公园

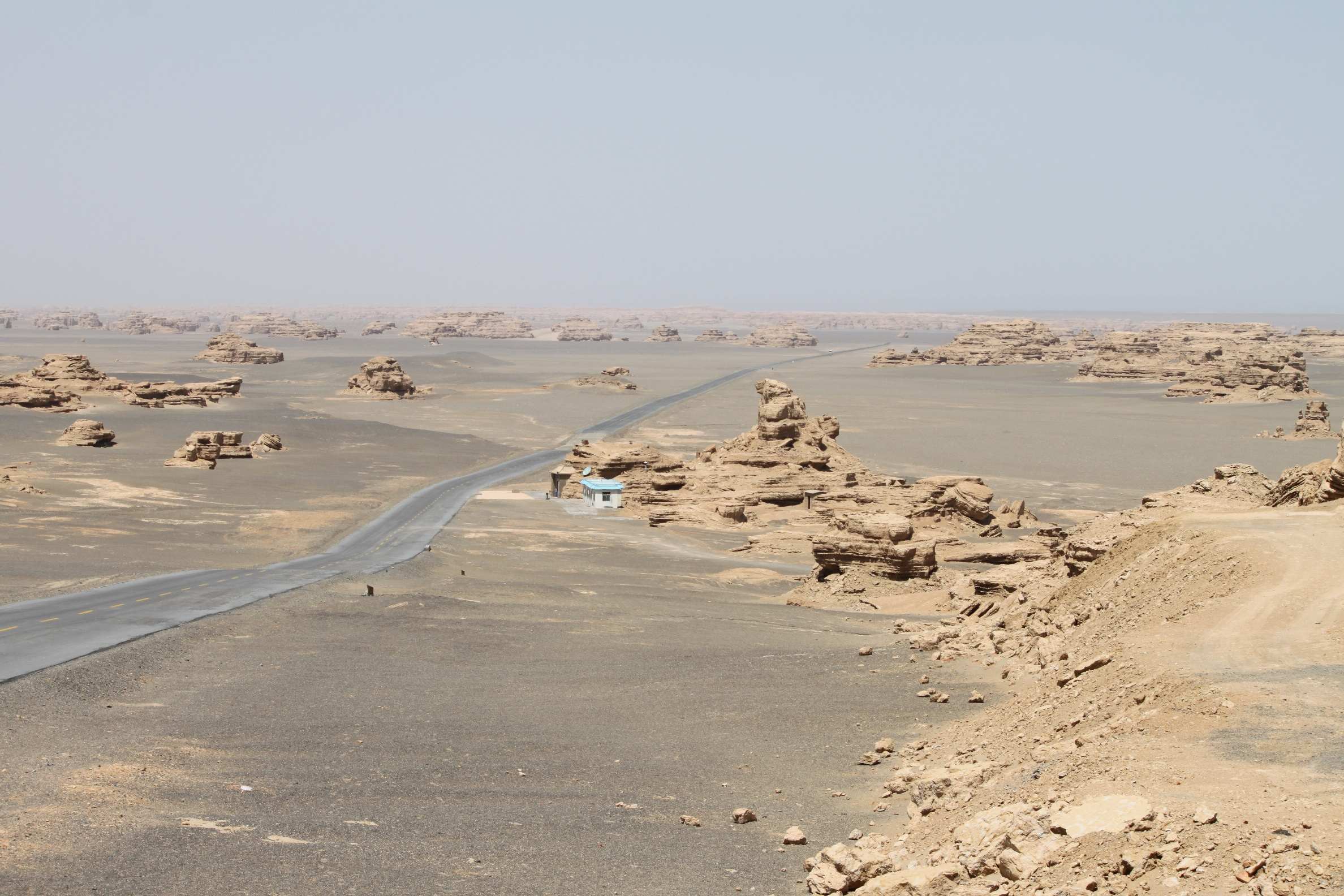
敦煌雅丹国家地质公园

敦煌雅丹国家地质公园，也被称为魔鬼城，位于中國甘肃敦煌玉门关西北，距離敦煌達180公里，雅丹地貌的总面积達400多平方公里。

## 展室

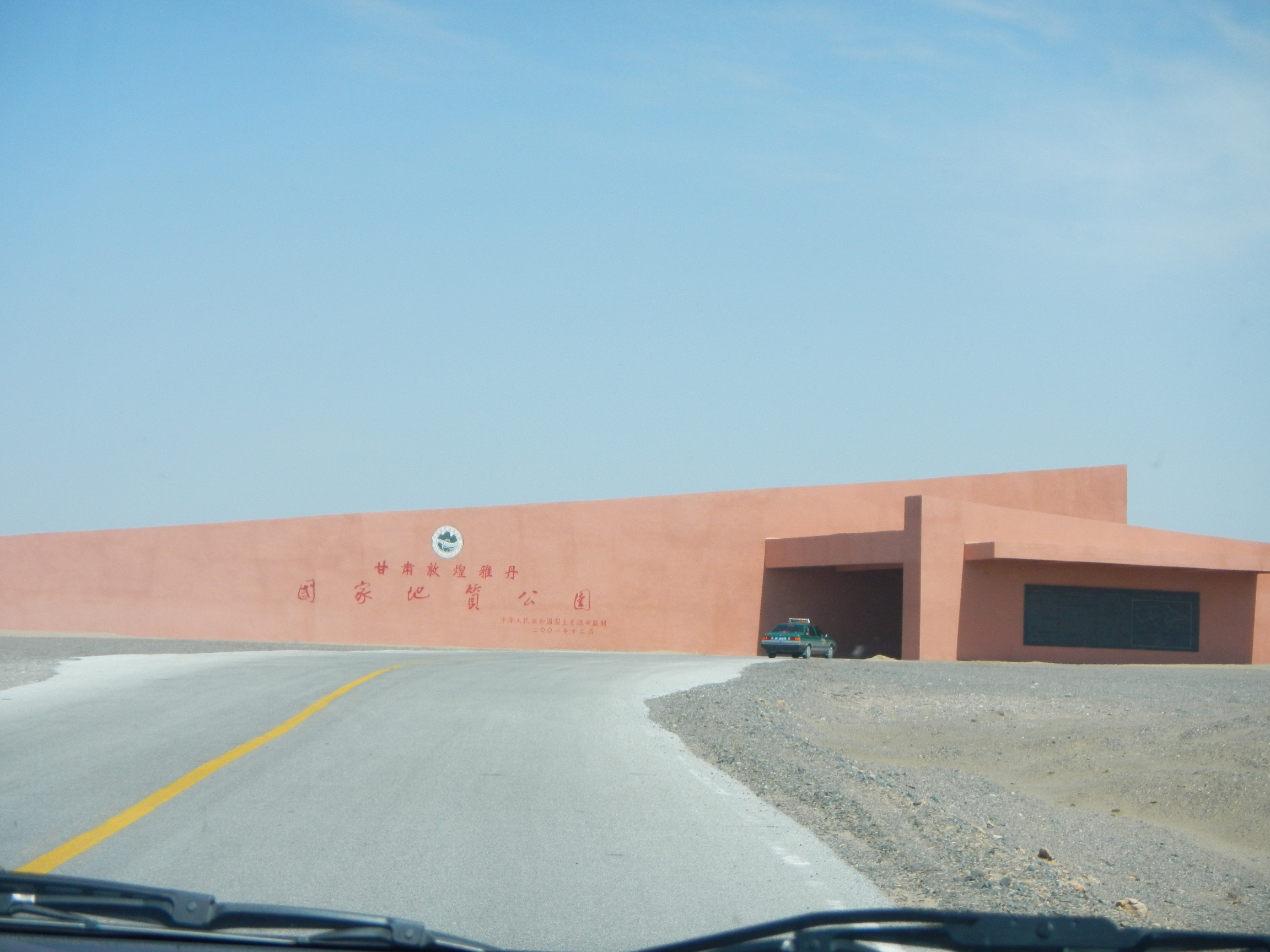
地质公园的入口
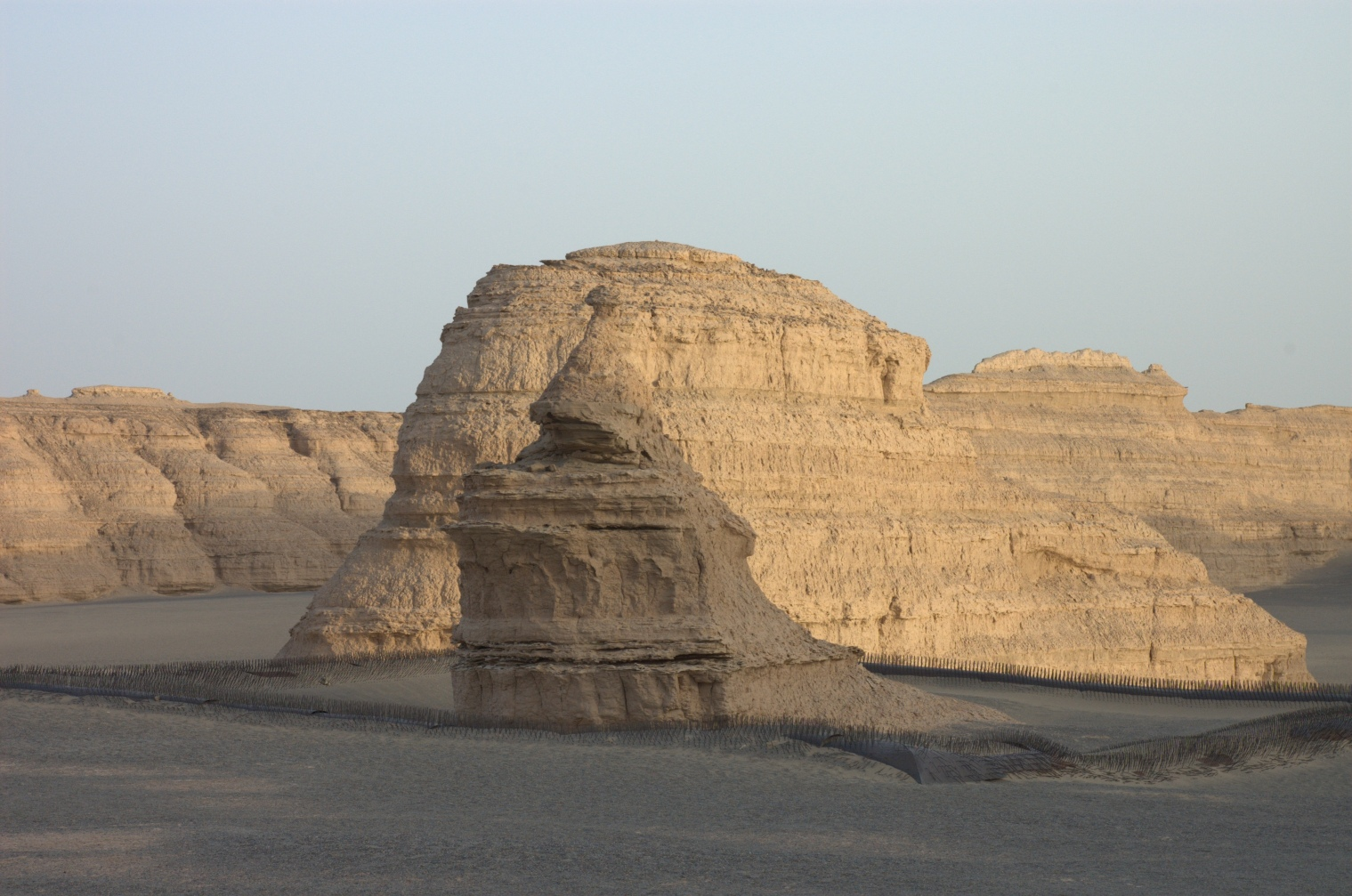
《孔雀》
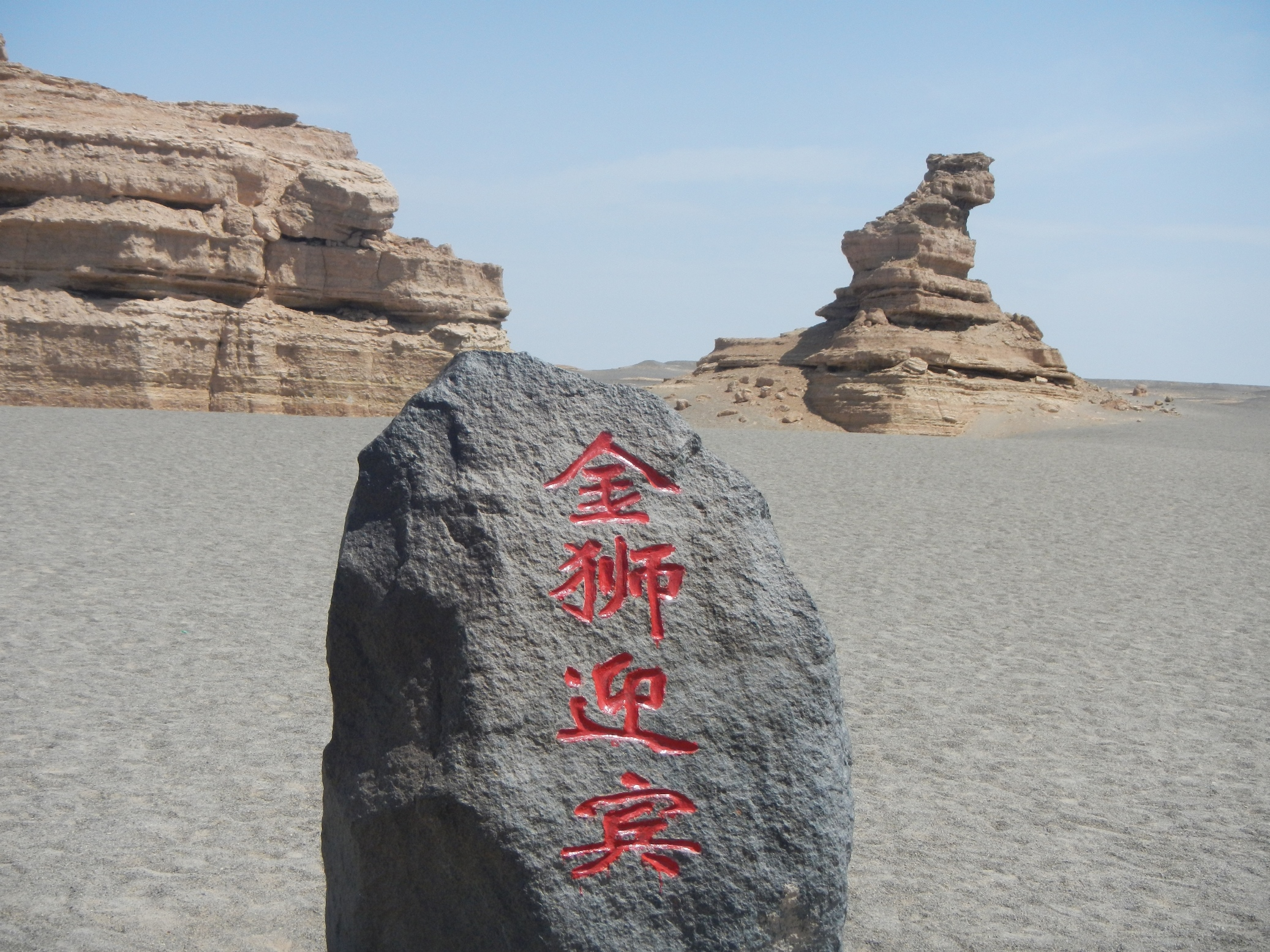
《金狮迎客》